# Mattia Destro
Mattia Destro   (Ascoli Piceno, 20 de març de 1991) és un futbolista professional italià que juga com a davanter al club de la Sèrie A de Gènova. També ha participat en vuit ocasions com a internacional, per Itàlia.

## Trajectòria en clubs

### Categories inferiors
Va començar la seva carrera com a futbolista al club Punto Juve de la província d'Ascoli. El 2004 és fitxat pel juvenil de l'Ascoli Calcio. El 2005 fitxa per l'Inter de Milà on allà va guanyar diversos campionats juvenils i també el prestigiós torneig internacional Torneo di Viareggio.

### Genoa
Va arribar al Genoa CFC el juliol del 2010, debutant amb 19 anys a la Serie A el 12 de setembre de 2010, contra l'Chievo marcant el seu primer gol en el minut 6 de joc. Aquella temporada va jugar un total de 16 partits i va marcar dos gols.

### Siena
La temporada 2011/12 va ser cedit al Siena. Allà, es va convertir en un titular indiscutible i va acabar la temporada amb 12 gols marcats per 30 partits jugats (un rècord de la Sèrie A per a un italià de la seva edat). El seu fitxtge és desitjat per molts equips grans italians com la Juventus FC, l'Inter de Milà, l'Milan, però finalment serà la Roma qui es farà amb els seus serveis.

### Roma
Al club giallorosso va fitxar el juliol de 2012 amb un contracte de cinc anys. En el club de la capital italiana no va tenir una trajectòria molt afortunada, ja que sovint a estar lesionat. En la seva segona temporada va marcar 13 gols, convertint-se en el màxim golejador del seu club. Cal dir que el seus 13 gols en 20 partits, amb una mitjana d'un gol cada 94 minuts, va fer que tingués la millor mitjana de la Serie A. La Roma aquell temporada es va classificar segon aen el campionat italià 2013-2014.
La tercera temporada només va jugar 16 partits i va marcar 6 gols, de la qual podem destacar que el 5 de novembre de 2014 va debutar a la Lliga de Campions de la UEFA contra el Bayern de Múnic. La causa de jugar pocs partits va ser que va ser transferit a l'AC Milan en el mercat d'hivern.

### AC Milan
El gener de 2015 va arribar al club rossonero i allà va jugar fins final de temporada. El seu balanç va ser de 15 partits jugats i tres gols marcats.

### Bologna
L'estiu del 2015 fitxa pel Bologna. Durant els cinc anys que jugarà a l'equip de l'Emília-Romanya jugarà un total de 109 partits i marcarà 29 gols. El seu rendiment té alts i baixos a causa de les constants lesions que pateix i a finals de 2019 és situat com un jugador transferible. L'equip xinès del Shenzhen FC entrenat per Roberto Donadoni va voler fitxar-lo, però Destro va preferir continuar a la Serie A, sent cedit el gener del 2020 al Genoa.

### Genoa
Al Genoa tan sols dos mesos de la seva arribada, es va suspendre totes les competicions a causa de la pandèmia de la covid-19. Destro només havia jugat pocs minuts en només dos partits. A la represa de la competició, tampoc va jugar gaire, només 7 partits de 14 i en només un va ser titular, sent subtituït.
A la temporada 2020/21 amb l'arribada de Ronaldo Maran com a nou entrenador rossoblù, Destro va tornar a agafar molt bona forma, sent fins i tot, nomenat millor jugador de la Seria A del mes de gener. Aquella temporada va jugar 21 partits amb el Genoa marcant 11 gols i esdevenint el màxim golejador del seu equip.
La temporada 2021/22 ha estat el millor inici de tota la carrera de Destro, marcant sis gols en els seus cinc primers partits de la Serie A. Un d'aquests gols es va fer viral, ja que el va marcar amb una ampolla a la mà. En el partit contra l'Hellas Verona del 25 de setembre de 2021, Destro s'estava hidratant a la banda bevent aigua quan la pilota li va arribar sobtadament, va continuar el joc amb l'ampolla a la mà i va marcar gol.

## Vida personal
Des de l'any 2014, després de dos anys de compromís, que està casat amb la soprano italiana i presentadora de televisió Ludovica Caramis. L'any 2020 va néixer el seu primer fill, de nom Leo.

## Trajectòria a la selecció
Destro va jugar a la selecció italiana en categories inferiors, i va ser convocat per a la selecció nacional per primera vegada per l'entrenador Cesare Prandelli a la llista de 32 jugadors prèviament convocats per al Campionat d'Europa 2012. Va debutar internacionalment el 15 d'agost de 2012, als 21 anys, jugant el partit amistós entre Itàlia i Anglaterra (1-2) jugat a Berna. Va marcar el seu primer gol internacional l'11 de setembre de 2012, en el partit contra Malta (2-0), vàlid per classificar-se per al Mundial de 2014. El seu darrer partit va ser un amistós contra Albània el 18 de novembre de 2014. D'ençà aquella data no ha jugat més amb la selecció.